# 1610 w polityce

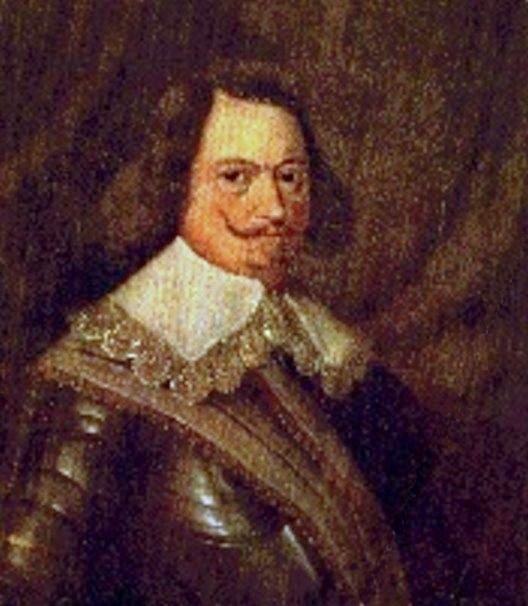
Jakub Kettler, książę kurlandzki

Wydarzenia polityczne w 1610 roku.

## Wydarzenia
- Ludwik XIII został koronowany na króla Francji[1].
- 4 lipca Bitwa pod Kłuszynem[2]. Hetman Stanisław Żółkiewski pokonał liczebniejszą armię rosyjską[3].

## Urodzili się
- 28 października Jakub Kettler, książę kurlandzki (zm. 1681)[4].

## Zmarli
- Jan Roberts, katolicki męczennik[5].
- 1 stycznia Cinzio Passeri Aldobrandini, włoski kardynał[6].
- 14 maja Henryk IV Burbon, król Francji[7].